# Limnophyton
Limnophyton is een geslacht uit de waterweegbreefamilie (Alismataceae). De soorten komen voor in de tropische delen van de Oude Wereld.

## Soorten
- Limnophyton angolense Buchenau
- Limnophyton fluitans Graebn.
- Limnophyton obtusifolium (L.) Miq.

Albidella · 
Alisma (Waterweegbree) · 
Baldellia · 
Burnatia · 
Caldesia · 
Damasonium · 
Echinodorus · 
Limnophyton · 
Luronium · 
Ranalisma · 
Sagittaria · 
Wiesneria